# سليمان بن عطية
سليمان بن عطيّة بن سليمان المَزيني (1900 - 1 أكتوبر 1944) (1318 - 14 شوال 1363) فقيه حنبلي وشاعر سعودي. ولد في مدينة حائل. قرأ القرآن على شكر بن حسين، وتتلمذ على عبد الله بن مسلم التميمي وعبد الله الصالح الخليفي. فتعلم الفقه وتبحر فيه. كان كثير النظم. له مقصورة أو روضة المرتاد في نظم مهمات الزاد نظم بها زاد المُستَقنِع في مختصر المقنع لحجاوي، في الفقه بلغت أبياتها ثلاثة آلاف بيت. وله الحائليّة في البيوع في نحو مئة وستين بيتًا والمنسك. عرض عليه القضاء في حائل فرفضه. توفي في مسقط رأسه ودفن بها.

## سيرته
ولد سليمان بن عطية بن سليمان المزيني في مدينة حائل سنة 1900م/ 1318 هـ ونشأ بها. قرأ القرآن وحفظه على شكر بن حسين، وتتلمذ على عبد الله بن مسلم التميمي وعبد الله الصالح الخليفي. فتعلم الفقه وتبحر فيه. وكان له معرفة بالعروض، وقد نظم الشعر وكان كثير النظم وبرز في الشعر التعليمي الذي يسهل استيعاب مبادئ الفقه على طلابه. ثم شغل بتدريس الفقه، ثم أصبح ملازماً للأمير عبد العزيز بن مساعد بن جلوي آل سعود، وقرأ بين يديه التفسير والحديث والتاريخ، ورغب إلى جلسائه البحث والمناقشة، و«قرب إليهم أهمية الكتب الأدبية ومطالعتها وتقدير الأدباء والمفكرين.» 

«كان محباً للقراءة، كثير الاطلاع على كتب العلم، لاسيما مؤلفات شيخ الإسلام أحمد بن عبد السلام بن تيمية والإمام ابن قيم الجوزية، ومال إلى التبحر في مذهب الإمام أحمد بن حنبل، حتى أنه جلس يفتي وهو في سن مبكرة من عمره.»

عرض عليه القضاء في حائل فرفضه. توفي سليمان بن عطية في مسقط رأسه في 1 أكتوبر 1944 م/ 14 شوال 1363 هـ.

## شعره
له نظماً في بحور العلم المختلفة كعلم الفرائض، وعلم الفلك، واللغة العربية، وعلم العروض، بالإضافة إلى علمه في الأنساب والسير ومعرفته في التاريخ، كما كان يلقي الشعر في المناسبات المختلفة.
وصف شعره عبد العزيز البابطين «أقرب إلى النظم، رصف معان لا خيال فيه، والهدف العلمي هو الذي يشكل لغة منظوماته ويختار سياقها.» من شعره بعنوان به أشرقت مذ جاء:

## مؤلفاته
- كتاب روضة المرتاد في نظم مهمات الزاد: وفيه قام بنظم متن كتاب زاد المستقنع للحجاوي في أبيات سهلة الحفظ من بحر الرجز
- كتاب رسالتان في البيوع
- ديوان سليمان بن عطية المزيني : وفيه أكثر من 860 بيتاً في بحور ومواضيع متنوعة من الشعر